# نیمنگا
نیمنگا (به لاتین: Nimenga) یک منطقهٔ مسکونی در روسیه است که در استان آرخانگلسک واقع شده‌است.